# Wierzba
Wierzba (Salix L.) – rodzaj drzew, krzewów lub płożących krzewinek z rodziny wierzbowatych (Salicaceae Mirb.). Obejmuje około 450–470 gatunków, tworzących bardzo liczne mieszańce. Rodzaj jest szeroko rozprzestrzeniony na świecie, aczkolwiek najbardziej zróżnicowany w strefie umiarkowanej i okołobiegunowej na półkuli północnej.
Rośliny te rosną często nad wodami i w miejscach wilgotnych. Kwiaty są owadopylne, rzadziej wiatropylne u gatunków alpejskich i arktycznych. Nasiona o krótkotrwałej zdolności do kiełkowania są pokryte włoskami i rozsiewane są przez wiatr. Wiele gatunków jest uprawianych, głównie jako rośliny ozdobne (np. wierzby o płaczącym pokroju), ale także dla produkcji biomasy, drewna, węgla drzewnego. Pędy wierzb wykorzystywane są w plecionkarstwie.

## Rozmieszczenie geograficzne
Wierzby występują jako rodzime na wszystkich kontynentach z wyjątkiem Australii (obecne są jednak na tym kontynencie jako introdukowane i dziczejące) i Antarktydy. Bardzo nieliczne gatunki rosną jednak w Afryce i Ameryce Południowej, a w strefie międzyzwrotnikowej występowanie wierzb ograniczone jest tylko do obszarów górskich. W strefie okołorównikowej i na półkuli południowej rodzaj reprezentowany jest tylko przez sekcję Humboldtianae. Zasięg większości gatunków obejmuje strefę umiarkowaną na półkuli północnej (wierzba arktyczna S. arctica należy do kilku roślin najdalej na północ sięgających – do 83° N). Największe zróżnicowanie gatunkowe jest w Azji (tylko w Chinach rośnie 257 gatunków). W Europie występują 64 gatunki, z czego w Polsce dziko rośnie około 26 gatunków (ich liczba jest różna, zależnie od ujęcia taksonomicznego mieszańców).
Gatunki flory Polski
Pierwsza nazwa naukowa według listy krajowej, druga – obowiązująca według bazy taksonomicznej Plants of the World online (jeśli jest inna)
- wierzba alpejska Salix alpina Scop.
- wierzba amerykanka Salix eriocephala Michx. – antropofit zadomowiony
- wierzba biała Salix alba L.
- wierzba borówkolistna Salix myrtilloides L.
- wierzba czarniawa, w. czerniejąca Salix myrsinifolia Salisb.
- wierzba długokończysta Salix ×dasyclados Willd ≡ Salix gmelinii Pall.
- wierzba dwubarwna Salix bicolor L. ≡ Salix bicolor Ehrh. ex Willd.
- wierzba gęstolistna Salix cordata Michx.
- wierzba iwa Salix caprea L.
- wierzba krucha Salix fragilis L. ≡ Salix × fragilis L. (mieszaniec wierzby białej S. alba i S. euxina)[10][11][12]
- wierzba lapońska Salix lapponum L.
- wierzba ostrolistna Salix acutifolia Willd. – antropofit zadomowiony
- wierzba oszczepowata Salix hastata L.
- wierzba pięciopręcikowa Salix pentandra L.
- wierzba płożąca Salix repens L.
- wierzba purpurowa, wiklina Salix purpurea L.
- wierzba siwa Salix eleagnos Scop.
- wierzba szara, łoza Salix cinerea L.
- wierzba szwajcarska Salix helvetica Vill.
- wierzba śląska Salix silesiaca Willd.
- wierzba śniada Salix starkeana Willd.
- wierzba trójpręcikowa Salix triandra L.
- wierzba uszata Salix aurita L.
- wierzba wawrzynkowa Salix daphnoides Vill.
- wierzba wiciowa Salix viminalis L.
- wierzba wykrojona Salix retusa L.
- wierzba wyniosła Salix ×rubens Schrank (mieszaniec wierzby białej S. alba i kruchej S. × fragilis)[9]) ≡ Salix × fragilis L.
- wierzba zielna Salix herbacea L.
- wierzba żyłkowana Salix reticulata L.

## Morfologia
PokrójDrzewa, krzewy i krzewinki o zazwyczaj sezonowym ulistnieniu (nieliczne gatunki zimozielone). Pędy o rozgałęzieniach sympodialnych (brak pąka szczytowego), wzniesione do góry, ale u części krzewów i krzewinek także podnoszące się i płożące. Największe drzewa przekraczają 30 m wysokości, a pędy najniższych roślin nie wznoszą się wyżej niż na kilka cm (np. wierzby zielnej S. herbacea), należą tu także rośliny poduszkowe.
LiścieSkrętoległe, rzadziej naprzeciwległe. Przylistki zwykle niewielkie, wolne, trwałe lub szybko odpadające, lepiej rozwinięte na silniej rosnących pędach. Liście zwykle krótkoogonkowe (ogonki często z gruczołkami), pojedyncze, o blaszce różnego kształtu, często wąskiej i długiej, całobrzegie lub rozmaicie ząbkowane, karbowane lub piłkowane, w tym gruczołowato.
KwiatyZazwyczaj dwupienne, bez okwiatu, osadzone w kątach przysadek i zebrane w kotki (bazie). Kwiatostany zwykle sterczące, rzadziej rozpościerające się, bardzo rzadko zwisające. Kwiaty męskie składają się z dwóch lub większej liczby pręcików o nitkach wolnych lub częściowo zrastających się.  Kwiaty żeńskie z dwukomorową zalążnią i pojedynczą szyjką słupka zredukowaną lub wydłużoną, czasem rozwidloną na szczycie, z pojedynczym lub dwoma znamionami, całobrzegimi lub klapowanymi.
OwoceDwukomorowe torebki otwierające się dwiema klapami. Zawierają nasiona zwykle zielone lub szarozielone, pokryte okazałymi zwykle włoskami.

## Systematyka
Pozycja systematyczna
Rodzaj siostrzany dla topoli (Populus) w obrębie plemienia Saliceae w rodzinie wierzbowate (Salicaceae), wchodzącej w skład obszernego rzędu malpigiowców (Malpighiales).
Wykaz gatunków

## Zastosowanie
- Rośliny ozdobne – za szczególnie dekoracyjne uznawane są te o okazałych, puszystych kwiatostanach (wykorzystywane jako palmy wielkanocne podczas Niedzieli Palmowej), efektownie przebarwiających się pędach w okresie bezlistnym i pędach zwisających – wierzby o płaczącym pokroju[6], takie jak: wierzba zwisająca (Salix ×pendulina Wender)[15], mieszaniec wierzby babilońskiej (S. babylonica) 'Babylon' i kruchej (S. × fragilis[10][11][12])[16], wierzba żałobna (Salix ×sepulcralis Simonk.), mieszaniec wierzby babilońskiej (S. babylonica) i kruchej (S. fragilis)[9], w tym w odmianach 'Chrysocoma' i 'Salamonii'[17].
- Rośliny miododajne – kwiaty męskie i żeńskie wierzb zawierają po dwa miodniki i cenione są przez pszczelarzy ze względu na dużą wydajność miodową i dostarczanie pożytku w okresie wczesnowiosennym. W warunkach Europy Środkowej szczególnie ceniona jest wierzba iwa S. caprea i jej mieszańce uważana za najlepsze na tym obszarze drzewo miododajne. Wydajność miodowa z 1 ha wierzb wynosi około 35 kg[18].
- Roślina lecznicza – kora wierzby zawiera salicynę, z której uzyskano kwas acetylosalicylowy[6].
- Szybko rosnące gatunki wierzby znajdują zastosowanie jako naturalny materiał opałowy.
- Od dawna długie młode gałązki wierzby znajdują zastosowanie w wikliniarstwie. Szczególnie cenione są pędy wierzby wiciowej S. viminalis[6].
- Wierzba ma wszechstronne zastosowanie w gospodarce, gdyż drzewa te dają dziesięciokrotnie szybszy przyrost masy drzewnej z ha niż sosna i świerk, a ich drewno ma podobne właściwości jak drewno topól.
- Wierzby sadzi się jako rośliny pionierskie przy zagospodarowaniu nieużytków i w celu zapobieżenia erozji gleb. Wykorzystywana jest także w zadrzewieniach krajobrazu otwartego, w parkach i osiedlach mieszkaniowych[19].

## Udział w kulturze
- Wierzba (rodzaj) wymieniona jest w kilku księgach Biblii: Kpł 23,40, Iz 15,7. Hi 40,22, Am 6,14. W Ziemi Świętej występują dwa gatunki wierzb: wierzba ostrolistna i wierzba biała, opisy dotyczą więc jednej z nich lub obydwu. Ponadto w Biblii często wierzba mylona jest lub nieodróżniana od topoli eufrackiej[20].
- W Talmudzie wierzba jest jednym z czterech gatunków roślin, z których gałązek Żydzi tworzą bukiet lulaw noszony podczas święta Sukkot[20].